# (52246) Donaldjohanson
(52246) Donaldjohanson (designación provisional 1981 EQ5) es un asteroide carbonáceo procedente de las regiones internas del cinturón de asteroides, de aproximadamente 8 kilómetros (5.0 millas) de largo y 3.5 kilómetros (2.2 millas) en su punto más ancho. Fue descubierto el 2 de marzo de 1981 por el astrónomo estadounidense Schelte Bus en el Observatorio Siding Spring de Australia. Este asteroide de tipo C fue el segundo objetivo de la misión Lucy, cuya sonda voló a 960 km (600 millas) de la superficie el 20 de abril de 2025, revelando que se trataba de un sistema binario de contacto. Recibió su nombre en honor al paleoantropólogo estadounidense Donald Johanson, descubridor del fósil de homínido "Lucy"

## Órbita y clasificación

Animación de la trayectoria de Lucy alrededor del Sol.
Lucy
Sol
Tierra
(52246) Donaldjohanson
(3548) Euríbates
(21900) Orus
(617) Patroclo

Donaldjohanson pertenece a la familia de Erigone (406), una gran familia de asteroides carbonáceos con casi 2000 miembros conocidos, que recibe su nombre de su cuerpo progenitor, (163) Erigone. La familia Erigone es relativamente antigua, originada por la colisión de un asteroide hace aproximadamente 150 millones de años. Dado que Donaldjohanson pertenece a esta familia, es probable que tenga la misma edad de 150 millones de años.
Orbita alrededor del Sol en el cinturón interior de asteroides a una distancia de 1.9-2.8 UA una vez cada 3 años y 8 meses (1345 días; semieje mayor de 2.38 UA). Su órbita tiene una excentricidad de 0.9 y una inclinación de 4° con respecto a la eclíptica. En febrero de 1981 se tomó una primera fotografía precovery en el observatorio descubridor, ampliando el arco de observación del cuerpo dos semanas antes de su observación oficial del descubrimiento.

## Características físicas

Secuencia de imágenes completa del asteroide tal como lo fotografió Lucy

Donaldjohanson fotografiado por la nave espacial Lucy desde 72 millones de kilómetros (45 millones de millas) de distancia en febrero de 2025

Donaldjohanson se ha caracterizado como un asteroide carbonáceo de tipo C, en consonancia con el tipo espectral general C y X de los asteroides erigonianos.  Tiene una magnitud absoluta de 15.5.

### Curva de luz
Las observaciones fotométricas de Donaldjohanson realizadas en agosto de 2020 revelaron que es un asteroide de rotación lenta con una amplitud de curva de luz excepcionalmente alta, de magnitud 1.0 a 1.7. La curva de luz sugirió que Donaldjohanson debe tener una forma muy alargada o posiblemente ser un sistema binario sincrónico. Las extensas observaciones fotométricas realizadas con los dos telescopios TRAPPIST entre noviembre de 2020 y febrero de 2021 determinaron que el período de rotación de Donaldjohanson es de aproximadamente 252 horas.

### Diámetro y albedo
Según el estudio realizado por el Wide-field Infrared Survey Explorer de la NASA con su posterior misión NEOWISE, Donald Johanson mide 3.895 kilómetros de diámetro y su superficie tiene un albedo de 0.103. La sonda espacial Lucy descubrió que el asteroide era más grande de lo previsto, midiendo alrededor de 8 kilómetros de largo y 3.5 kilómetros de ancho en su punto más grande.

## Exploración
Donaldjohanson fue visitado por la nave espacial Lucy, lanzada el 16 de octubre de 2021. El sobrevuelo tuvo lugar el 20 de abril de 2025, con una distancia de aproximación más cercana de 960 kilómetros (600 mi) a una velocidad relativa de 13.4 kilómetros (8.3 mi) por segundo.

## Nombre
La sonda Lucy recibe su nombre del fósil de homínido Lucy, mientras que Donaldjohanson recibe su nombre del codescubridor de dicho fósil, Donald Johanson (nacido en 1943), un paleoantropólogo estadounidense. La cita de nombre aprobada fue publicada por el Minor Planet Center el 25 de diciembre de 2015 (M.P.C. 97569).